# Magvető Könyvkiadó
A Magvető Könyvkiadó 1955-ben alapított, budapesti székhelyű kiadó, mely elsősorban kortárs hazai és külföldi szépirodalmi műveket ad ki.

## Története
A Magvető Könyvkiadó 1955-ben Magyar Írók Szövetsége (ma: Magyar Írószövetség) kiadójaként jött létre. Fő feladata a kortárs magyar szépirodalmi alkotások megjelentetése és a klasszikus magyar irodalom publikálása volt, de kezdettől kiadott világirodalmi alkotásokat is. A kiadó alapításával az államszocialista rendszer keretein belül sajátos versenyhelyzet jött létre a Magvető és a hasonló profilú Szépirodalmi Könyvkiadó között. Hamar kialakult, hogy az irodalompolitikai fősodortól eltérő, politikai vagy esztétikai vitákat kiváltó művek inkább a Magvetőnél látnak napvilágot (pl. Fejes Endre: Rozsdatemető, Ottlik Géza: Hajnali háztetők, Sánta Ferenc: Húsz óra). Élete nagy részében magvetős szerző volt Mándy Iván, Mészöly Miklós, Nagy László, Nemes Nagy Ágnes, Ottlik Géza, Orbán Ottó, Örkény István, Szabó Magda és Weöres Sándor is.
1956 után a kiadót „elvették” a szövetségtől. Korábban saját boltja, a Szent István körúti Magvető könyvesbolt is terjesztette a kiadó műveit, ez azonban a rendszerváltás után beolvadt a Libri könyvterjesztő vállalat hálózatába, ma Örkény István könyvesboltként működik.

### Vezetői és munkatársai
A kiadó alapítója az Írószövetség titkára, Képes Géza költő, műfordító volt, aki Hegedüs Géza íróval együtt vezette a Magvetőt. (A könyvkiadó első kötetein korrektorként dolgozott Pilinszky János is.) Az alapító igazgatónak 1957-ben a forradalom alatti tevékenysége miatt távoznia kellett a kiadó éléről, helyét Vadász Ferenc író vette át. 1961-ben került a kiadó élére Kardos György, aki az ÁVH katonai hírszerzésének alezredeséből lett a Magvető leghosszabb ideig, 25 évig tevékenykedő vezetője. Az ő hivatali idejében lettek a Magvető legfontosabb szerzői Berkesi András, Csurka István, Gyurkó László, Moldova György és Szabó Magda, de számos, máshol publikálási lehetőséggel nem rendelkező fiatal tehetséget is elindított pályáján. Kardost Jovánovics Miklós kritikus, majd Hegedős Mária szerkesztő követték az igazgatói székben.
1993-ban a kiadó kft.-vé alakult, majd a Líra és Lant Kereskedelmi Rt. (ma: Líra Könyv Zrt.) vásárolta meg, azóta a Líra kiadói csoport keretén belül, de önállóan működik. 1995-től 2015-ig Morcsányi Géza dramaturg állt a kiadó élén. A Magvető a Morcsányi-korszakban vált a legmagasabb presztízsű magyar szépirodalmi kiadóvá, itt jelentek meg az ezredforduló legrangosabb magyar szerzőinek művei, köztük az egyetlen magyar irodalmi Nobel-díjas, Kertész Imre kötetei. A kiadó tevékenységét a Magyar Könyvkiadók és Könyvterjesztők Egyesülése 2003-ban, 2006-ban, 2010-ben, 2011-ben és 2013-ban „Az Év Kiadója” címmel díjazta.
2015 márciusától 2016 júniusáig Nyáry Krisztián vezette a Magvetőt, aki ezután a Líra Könyv Zrt. kreatív igazgatójaként folytatta munkáját. Őt 2016. július 1-től Dávid Anna – korábban főszerkesztő – követte a kiadó igazgatói székében. A kiadónál leghosszabb ideig dolgozó munkatárs Bezúr Györgyi műszaki vezető volt, aki 1961-től 2016 végéig dolgozott folyamatosan a Magvetőnél.

### Sorozatok és példányszámok
A Magvető adta ki a Rakéta Regényújságot (1974-1994) és a Rakéta Regénytár könyveit (népszerű rövidítéssel: Ra-Re, 1978-tól) sorozatot, amely egy korosztály meghatározó kulturális információforrása volt. Sikeres könyvsorozatai voltak a Világkönyvtár, a Magvető Kiskönyvtár, valamint az elsőkötetes költőket bemutató Új Termés. A Gyorsuló idő című, új szemléletű ismeretterjesztő sorozat mellett a Tények és tanúk memoársorozata is rendkívüli népszerűségre tett szert. 1963-ban indította útjára a kiadó a Szép verseket, amely azóta is a kortárs líratermés meghatározó éves gyűjteménye, és egyben a legrégebbi folyamatosan megjelenő magyar szépirodalmi könyvsorozat. 1964-től jelenik meg a Magvetőnél a legfontosabb magyar elbeszélések antológiája, a Körkép.
A kiadó alapítása után egy évtized alatt vált az egyik legnagyobb hatású magyar kulturális intézménnyé. 1966-ban már évi kétmillió példány fölött adott ki könyveket, majd hosszú ideig folyamatosan növelni tudta a példányszámot: a legjobb évben, 1981-ben 5,4 millió magvetős könyv talált gazdára. (Ma alig több, összesen 6,4 millió példány a teljes hazai szépirodalmi könyvtermés.)

### Szerzők
A költők közül Juhász Ferenc A virágok hatalma című verseskötetét még az alapítás évében jelentette meg a kiadó. Ugyancsak 1955-ben jelent meg Kaján Tibor karikaturista Kaján rajzok című könyve. A prózaírók közül Fejes Endre első elbeszéléskötete, A hazudós 1958-ban jelent meg a Magvetőnél.
Az olvasók és kritikusok által egyaránt elismert hazai szerzők életművének gondozása és kiadása mellett nagy hangsúlyt kap a pályájuk elején járó tehetségek első műveinek megjelentetése és a továbbiak megalkotásának segítése. Többek között Babiczky Tibor, Bognár Péter, Fehér Renátó, Győrffy Ákos, Kemény Lili, Kiss Noémi, Kiss Tibor Noé, Lakatos István, Maros András, Nagy Koppány Zsolt, Potozky László, Székely Csaba, Szőcs Petra, Tóth Kinga, Totth Benedek könyveinek is a Magvető ad otthont.
A legjobb kortárs szépirodalmi kötetnek járó Aegon Művészeti Díj eddigi kilencéves történetében hét alkalommal magvetős szerző nyerte el az elismerést. 2015-ben hetvenhét szépirodalmi művet jelöltek a tizedik, jubileumi díjra a kiadók. A zsűri döntése alapján tíz szerző művei jutottak tovább a második fordulóba, ezek közül nyolc a Magvetőnél jelent meg.
A Magvető adja ki a legtöbb határon túli magyar szerzőt: Budapest után Kolozsváron született vagy nevelkedett a legtöbb magvetős író. A legrégebbi szerző, akinek teljes életművét kezdetektől a Magvető adja ki, Esterházy Péter. Az írónak összesen 36 könyvét jelentette meg a kiadó az 1976-os Fancsikó és Pintá-tól a 2015 áprilisában megjelenő Az évek iszkolása című interjúkötetig. A Magvető legidősebb aktív szerzője 2015-ben a 85 éves Kertész Imre, a legfiatalabb a 22 éves Kemény Lili.
A Magvető Kiadó folyamatosan jelenteti meg számos XX. századi magyar klasszikus életművét vagy fontosabb munkáit: Csáth Géza, Hajnóczy Péter, Kardos G. György, Krúdy Gyula, Lénárd Sándor, Orbán Ottó, Ottlik Géza, Petri György, Rubin Szilárd, Szentkuthy Miklós, Szerb Antal és Tar Sándor műveit.
A kortárs világirodalmi kiadványok megválasztásakor is igyekszik a kiadó ugyanazt a minőséget képviselni, amit olvasói a klasszikus és a kortárs magyar irodalom terén tőle megszokhattak és elvárnak. A jelentősebb világirodalmi szerzők közül néhány: Andrzej Stasiuk, Anna Gavalda, Cesar Aira, Charles Frazier, Colum McCann, Cormac McCarthy, Daniel Kehlman, Elena Ferrante, Frank McCourt, Gabriel García Márquez, Juan Marsé, Kanehara Hitomi, Ljudmila Ulickaja, Mariam Petroszjan, Michel Houellebecq, Terézia Mora vagy Thomas Pynchon.

## Vezetői
- Képes Géza, Hegedüs Géza (1955–1957)
- Vadász Ferenc (1957–1961)
- Kardos György (1961. október 6. – 1986)
- Jovánovics Miklós (1986–1990)
- Hegedős Mária (1990–1993)
- Morcsányi Géza (1995–2015)
- Nyáry Krisztián (2015–2016)
- Dávid Anna (2016–)

## Sorozatai
- Világkönyvtár – kortárs világirodalmi alkotások
- Gyorsuló idő – közművelődési sorozat (1975-től)
- Körkép – évente megjelenő novellaantológia
- Rivalda – drámaantológia
- Szép versek – versantológia[2]
- Tények és tanúk – visszaemlékezések, memoárok
- Új Termés – elsőkötetes költők
- Harminc év – a második világháború utáni magyar irodalom legjelesebb alkotásai (1980-ig, a Szépirodalmival közösen)
- Magvető Kiskönyvtár
- Magvető Zsebkönyvtár
- Rakéta Regényújság és Rakéta Regénytár
- Magvető novellárium
- Időmérték
- Nemzet és emlékezet
- Milleniumi Könyvtár
- Magvető Remekírók

## Fontosabb kiadványai
- Déry Tibor Niki: Egy kutya története (1956)
- Ottlik Géza: Iskola a határon (1959)
- Fejes Endre: Rozsdatemető (1962)
- Sánta Ferenc: Húsz óra
- Kertész Imre: Sorstalanság (1975)
- Esterházy Péter: Termelési-regény (Kisssregény) (1979)
- Esterházy Péter: Harmonia cælestis (2000)
- Takács Zsuzsa: A Vak Remény (2018)

## Fontosabb szerzői
Bán Zsófia, Bartis Attila, Bertók László, Bodor Ádám, Boldizsár Ildikó, Centauri, Csabai László, Cserna-Szabó András, Darvasi László, Dragomán György, Erdős Virág, Esterházy Péter, Garaczi László, Grecsó Krisztián, György Péter, Horváth Viktor, Kántor Péter, Kemény István, Kertész Imre, Kovács András Ferenc, Krasznahorkai László, Krusovszky Dénes, Kun Árpád, Lángh Júlia, Mosonyi Aliz, Nádasdy Ádám, Orbán Ottó, Parti Nagy Lajos, Petri György, Rakovszky Zsuzsa, Spiró György, Szabó T. Anna, Szálinger Balázs, Szijj Ferenc, Szilasi László, Szilágyi István, Takács Zsuzsa, Tóth Krisztina, Varró Dániel, Vida Gábor, Závada Pál.